# Drago J. Prelog

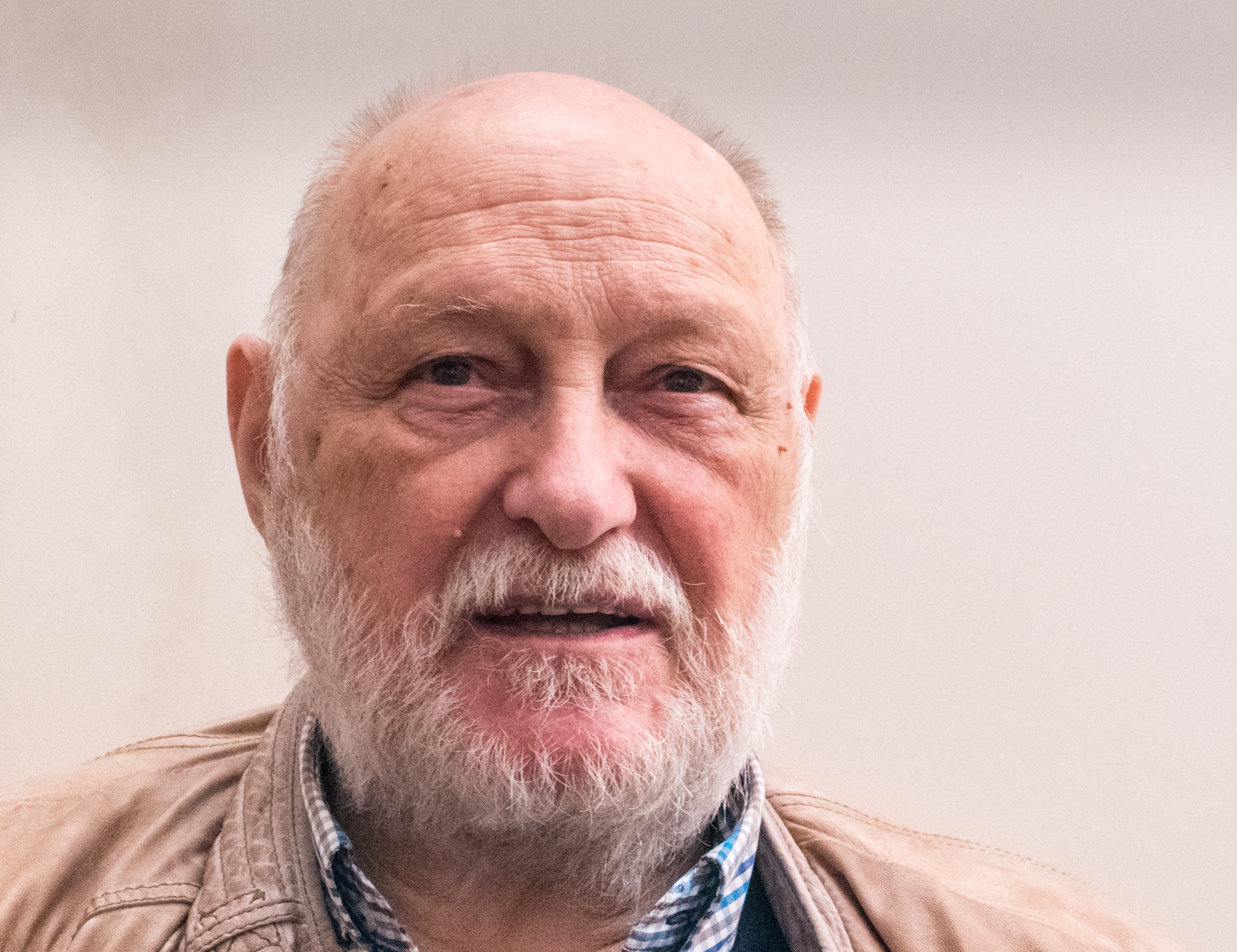
Drago Prelog (2018)

Drago Julius Prelog (eigentlich Karl Julius Prelog;  * 4. November 1939 in Celje, Jugoslawien; † 11. März 2020 in Wien) war ein slowenisch-österreichischer Maler und Grafiker. Er lebte und arbeitete in Wien.

## Leben
Karl Julius Prelog wuchs in der Obersteiermark auf. Pflichtschulbesuch in Markt Haus und Schladming. Von 1954 bis 1958 besuchte Drago Prelog die Kunstgewerbeschule Graz Abteilung für dekorative Malerei bei Otto Brunner. Seit 1958 nannte er sich Drago Julius Prelog. Von 1958 bis 1962 studierte er an der Akademie der bildenden Künste in Wien bei Albert Paris Gütersloh. 1960 fertigte er seine erste skripturale Arbeit. 1967 erhielt Drago Julius Prelog den Förderungspreis der Theodor-Körner-Stiftung und 1969 einen Preis der Neuen Galerie Graz.
In den Jahren 1969 bis 1979 war er Lehrbeauftragter für Malerei an der Akademie der bildenden Künste Wien. Von 1974 bis 1997 auch Lehrauftrag für Schrift und Schriftgestaltung an der Akademie. 1968 Teilnahme an der Biennale Venedig. Es folgte der Kunstpreis des Landes Steiermark und 1972 eine große Retrospektive im dortigen Landesmuseum Joanneum (jetzt Universalmuseum Joanneum). Am 18. Mai 1977 malte Prelog sein erstes Umlaufbild. 1982 stellte er eine große Retrospektive seines Werkes im Künstlerhaus Salzburg aus. Seither folgten mehrere hundert Ausstellungen im In- und Ausland.

## „Prelografie“ als Gestaltungstechnik
Bekannt wurde Prelog für eine selbst entwickelte Gestaltungstechnik, der sogenannten „Prelographie“. Die Prelografie ist eine vor allem im druckgrafischen Bereich einsetzbare Vervielfältigungstechnik. Mit Hilfe von Lochschablonen, über welche mit Langspachteln steife Acrylfarbe gezogen wird, entsteht eine haptisch erfahrbare, schuppenartige Musterung. Die Prelografie lässt sich gut mit anderen druckgrafischen Techniken, wie Lithografie, Offset, Radierung, Chine-collé, Holz-Linolschnitt, Siebdruck (auch eine Schablonentechnik) kombinieren. Erste Versuche dieser speziellen Variante der Schablonen-Technik begannen Mitte der 1980er Jahre, aber schon die Ägypter verstanden es, bestimmte Formen aus dem Papyrus zu schneiden und mittels Farbtampons zu vervielfältigen.

## Ausstellungen (Auswahl)
- 1979: Neue Bilder, Neue Galerie am Landesmuseum Joanneum, Graz
- 2016: Alte Freunde, Museum Liaunig, Neuhaus[4]
- 2016: Pasinger Fabrik, München[5]

## Ehrungen (Auswahl)
- 1967: Förderungspreis der Theodor-Körner-Stiftung
- 1969: Preis der Neuen Galerie Graz
- 1979: Anton-Faistauer-Preis
- 1994: Würdigungspreis des Landes Steiermark für bildende Kunst
- 1999: Verleihung des Berufstitels Professor
- 2002: Goldenes Verdienstzeichen des Landes Salzburg
- 2004: Großes Ehrenzeichen des Landes Steiermark
- Ehrengrab in Wien

## Publikationen
- Drago Julius Prelog: Das druckgraphische Werk 1961–1994. Mit Texten von Otto Breicha und Drago J. Prelog. Widrich, Salzburg 1994, ISBN 3-9005-7270-0
- Drago Julius Prelog: Meisterwerke der steirischen Moderne, Text von Gabriela Fritz, Styria Pichler Verlag 2003, ISBN 3-222-13116-3
- Drago Julius Prelog: Eine gemalte Biographie. Lang, Frankfurt am Main 2014, ISBN 978-3-631-65552-8 (PDF; 29,8 MB)
- Semirah Heilingsetzer (Hg.): Drago Julius Prelog – Eine gemalte Biographie 1959–2019, Beitr. von Semirah Heilingsetzer, Wolfgang Hilger, Martin Hochleitner & Drago J. Prelog, artedition, Verlag Bibliothek der Provinz, Weitra 2019, ISBN 978-3-99028-901-3 (Engl. Ausg.: Drago Julius Prelog – A Painted Biography 1959–2019, ISBN 978-3-99028-903-7)